# Хронологија ФНРЈ и КПЈ јул 1946.
Хронолошки преглед важнијих догађаја везаних за друштвено-политичка дешавања у Демократској Федеративној Југославији (ДФЈ) и деловање Комунистичке партије Југославије (КПЈ), као и општа политичка, друштвена, спортска и културна дешавања која су се догодила у току јула месеца 1946. године.
| ← јун · Хронологија ФНРЈ и КПЈ током 1946. године · август → |

### 7. јул
- Председник Владе ФНРЈ маршал Јосип Броз Тито од 7. до 12. јула посетио више места западне Србије — 7. јула је у Ужицу присуствовао прослави петогодишњице устанка народа Србије, 8. јула је боравио у Чајетини, а потом је до 12. јула боравио на планини Златибор и посетио Нову Варош.[1]

### 8. јул
- Одлуком Градског народног одбора Ужица донета одлука којом је поводом петогодишњице почетка Народноослободилачке борбе народа Југославије граду Ужицу промењен назив у Титово Ужице (овај назив град је задржао до 1992).[1]

### 9. јул
- У Тирани потписан Уговор о пријатељству и узајамној помоћи између ФНРЈ и НР Албаније.[2]

### 12. јул
- Председник Владе ФНРЈ Јосип Броз Тито, од 12. до 19. јула, боравио у посети НР Црној Гори, где је 13. јула на Цетињу учествовао на прослави петогодишњице Дана устанка народа Црне Горе и почетка Тринаестојулског устанка. Од 16. до 19. јула, Тито је посетио Црногорско приморје — Петровац на Мору, Бар, Будву и Милочер.[1]

### 13. јул
- У оквиру прославе петогодишњце Дана устанка народа Црне Горе и почетка Тринаестојулског устанка, одлуком Владе Народне Републике Црне Горе граду Подгорици промењен назив у Титоград, који је постао главни град Народне Републике Црне Горе (овај назив град је задржао до априла 1992).[1]

### 14. јул
- У Прилепу ухапшен Методије Андонов Ченто, бивши председник Председништва Народног собрања Македоније. Вест о хапшењу јавности је саопштена 31. јула, када је саопштено да је ухапшен „приликом покушаја бекства у Грчку”.

### 17. јул
- У Београду извршена смртна казна над девет лица осуђених на тзв. „Београдском процесу“, међу којима су били — Драгољуб Дража Михаиловић (1893—1946), Драгомир Драги Јовановић (1902—1946), Танасије Динић (1890—1946), Велибор Јонић (1892—1946), Коста Мушицки (1897—1946) и Раде Радић (1890—1946).[3]

### 18. јул
- Поводом десетогодишњице војног пуча генерала Франка против републиканске владе у Шпанији (догађај којим је отпочео Шпански грађански рат), у градовима широм Југославије одржане демонстрације на којима је тражено — скидање Франковог режима с власти, прекид односа свих земаља чланица Уједињених нација с Шпанијом и признавање Владе Републике Шпаније у егзилу.

### 19. јул
- Председник Владе ФНРЈ Јосип Броз Тито, од 19. до 27. јула, боравио у посети Далмацији. Најпре је до 22. јула боравио у Дубровнику, а потом у Сплиту.[1][3]

### 26. јул
- У Београду, 26. и 27. јула, одржано Друго ванредно заседање Народне скупштине НР Србије на коме су у састав Скупштине ушли народни посланици Скупштине Аутономне Покрајине Војводине и Скупштине Аутономне Косовско-метохијске области. Скупштина је потом усвојила Закон о Уставотворној скупштини НР Србије и Закон о избору народних посланика у Уставотворну скупштину.[4]

### 27. јул
- Председник Владе ФНРЈ Јосип Броз Тито боравио у Титовој Кореници, где је учествовао на прослави петогодишњице Дана устанка народа Хрватске. На митингу на коме је говорио Тито присуствовало је око 30.000 људи.[5]
- Собрање НР Македоније донело Закон о Уставотворном собрању НР Македоније, Закон о избору посланика за Уставотворно собрање НР Македоније, Закон о грбу НР Македоније, Закон о Илинденским пензијама и Закон о проглашењу цркве светог Спаса у Скопљу за културно-историјски споменик.[3]

### 29. јул
- У Паризу отпочела Мировна конференција, на којој су Савезници преговарали о детаљима мировних уговора с Италијом, Румунијом, Мађарском, Бугарском и Финском. Мировни уговор, договорен на Конференцији, потписан је тек 10. фебруара 1947. године, а према његовим одредбама, Југославија је на основу ратне репарације добила 300.000.000 америчких долара (од Италије 125.000.000; од Мађарске 100.000.000 и од Бугарске 25.000.000). Такође, одредбама мировног уговора утврђен је Статут Слободне Територије Трста.[5][3]